# Body Talk Pt.1
Body Talk Pt. 1 é o quinto álbum da cantora pop sueca Robyn. O álbum foi lançado na Europa dia 14 de junho de 2010 e nos Estados Unidos dia 15 de junho. É a primeira parte da série Body Talk, que consiste em três mini-álbuns. O único single desse álbum, "Dancing on My Own", foi lançado dia 1 de junho de 2010. Robyn promoveu o álbum com sua turnês All Hearts, ao lado da cantora Kelis. Body Talk Pt. 1 tornou-se o álbum número um na Suécia e o número quatro na Dinamarca e Noruega (mais vendidos). Nos Estados Unidos, o álbum tornou-se o número três na parada Dance/Electronic Albums da Billboard.

## História
Em uma entrevista com a revista magazine sueca Bon, Robyn anunciou que tinha planos para lançar três novos álbuns em 2010. Ela disse: "Eu tenho grandes músicas compostas, então, por que não? […] Já faz cinco anos desde Robyn (2005) e eu não quero esperar gravar todas para lançá-las, então eu decidi fazer desse jeito". Robyn contou ao jornalista Peter Robinson, do Popjustive, "Já faz muito tempo desde minha última gravação. Eu estive pensando em como diminuir esse tempo entre as gravações e Eric, meu empresário, surgiu com a ideia de eu apenas lançar músicas, então eu posso começar turnês com elas enquanto componho mais." O lançamento de Body Talk Pt. 1 foi anunciado em 6 de abril de 2010. Robyn disse que "as músicas que estão no primeiro álbum são simplesmente as primeiras que ela terminou".

## Produção
Robyn começou seus trabalhos com o álbum em julho de 2009 em Estocolmo, com o produtor sueco Klas Åhlund, que também trabalhou como produtor executivo do álbum. Em uma entrevista com Pitchfork Media, Robyn falou sobre o tema lírico do álbum: "O álbum é sobre ser, realmente, solitário". Robyn disse para Billboard, que Body Talk Pt. 1 é "uma gravação sobre pistas de dança" e disse que "elas são lugares importantes para minha geração. São as novas igrejas. São os lugares onde as pessoas tem experiências realmente grandes". Um número de músicas desse álbum foram inspiradas na juventude de Robyn. Ela disse: "Eu sempre estarei compondo sobre essas questões, pois sou fascinada com isso. Outro tema predominante no álbum é a técnologia contra a humanindade.
Robyn teve a colaboração da dupla de música eletrônica norueguesa Röyksopp, no estúdio deles em Oslo, na música "None of Dem". O produtor americano, Diplo, produziu a música "Dancehall Queen", com Åhlund.
| Críticas profissionais                                                      | Críticas profissionais   |
| Avaliações da crítica                                                       | Avaliações da crítica    |
| Fonte                                                                       | Avaliação                |
| --------------------------------------------------------------------------- | ------------------------ |
| Allmusic                                                                    | [carece de fontes?]      |
| The A.V. Club                                                               | (B+) [carece de fontes?] |
| Drowned in Sound                                                            | [carece de fontes?]      |
| The Guardian                                                                | [carece de fontes?]      |
| MusicOMH                                                                    | [carece de fontes?]      |
| NME                                                                         | [carece de fontes?]      |
| Pitchfork Media                                                             | [carece de fontes?]      |
| Slant Magazine                                                              | [carece de fontes?]      |
| Spin                                                                        | [carece de fontes?]      |
| Esta tabela precisa de ser acompanhada por texto em prosa. Consulte o guia. |                          |

## Faixas
| N.º | Título                            | Compositor(es)       | Duração |  |
| 1.  | "Dont Fucking Tell Me What to Do" | Robyn, Klas Åhlund   | 4:13    |  |
| 2.  | "Fembot"                          | Robyn, Klas Åhlund   | 3:35    |  |
| 3.  | "Dancing on My Own"               | Robyn, Patrik Berger | 4:48    |  |
| 4.  | "Cry When You Get Older"          | Robyn, Klas Åhlund   | 3:35    |  |
| 5.  | "Dancehall Queen"                 | Klas Åhlund          | 3:39    |  |
| 6.  | "None of Dem" (com Röyksopp)      | Robyn                | 5:12    |  |
| 7.  | "Hang with Me" (Versão Acústica)  | Klas Åhlund          | 3:18    |  |
| 8.  | "Jag vet en dejlig Rosa"          | Tradicional          | 2:11    |  |

## Posições e lançamento
| Lista                   | Posição Alcançada |
| ----------------------- | ----------------- |
| ARIA Charts             | 64                |
| IFPI (Áustria)          | 40                |
| Ultratop 50             | 37                |
| Canadian Albums Chart   | 54                |
| IFPI (Dinamarca)        | 4                 |
| Media Control Charts    | 46                |
| IFPI (Grécia)           | 17                |
| Irish Albums Chart      | 97                |
| VG-lista                | 4                 |
| Sverigetopplistan       | 1                 |
| Schweizer Hitparade     | 90                |
| UK Albums Chart         | 47                |
| Billboard 200           | 97                |
| Dance/Electronic Albums | 3                 |

| País           | Data                | Gravadora          |
| -------------- | ------------------- | ------------------ |
| Dinamarca      | 14 de junho de 2010 | EMI                |
| Finlândia      | 14 de junho de 2010 | EMI                |
| Noruega        | 14 de junho de 2010 | EMI                |
| Suécia         | 14 de junho de 2010 | EMI                |
| Reino Unido    | 14 de junho de 2010 | Konichiwa Records  |
| Irlanda        | 14 de junho de 2010 | Konichiwa Records  |
| Estados Unidos | 15 de junho de 2010 | Cherrytree Records |
| Alemanha       | 18 de junho de 2010 | Ministry of Sound  |
| Nova Zelândia  | 18 de junho de 2010 | Konichiwa Records  |
| Austrália      | 18 de junho de 2010 | Konichiwa Records  |